# سیارک ۵۰۹۶
سیارک ۵۰۹۶ (به انگلیسی: 5096 Luzin، نامگذاری:1983RC5) پنج هزار و نود و ششمین سیارک کشف شده‌است که در ۵ سپتامبر ۱۹۸۳ کشف شد.
قدر مطلق سیارک برابر ۱۲٫۸۰ است.